# Curt Clausen
Curt Raymond Clausen (* 9. Oktober 1967 in Trenton) ist ein US-amerikanischer Geher.
Er war vor allem auf der 50-Kilometer-Distanz erfolgreich. Das herausragende Resultat seiner Karriere erzielte er mit dem Gewinn der Bronzemedaille bei den Leichtathletik-Weltmeisterschaften 1999 in Sevilla. Ursprünglich hatte er das Ziel nur als Vierter hinter German Skurygin, Ivano Brugnetti und Nikolai Matjuchin erreicht. Skurygin wurde jedoch des Dopings überführt und nachträglich disqualifiziert, so dass die anderen Geher in der Wertung um einen Rang aufrückten.
Zwei Jahre später belegte Clausen bei den Leichtathletik-Weltmeisterschaften 2001 in Edmonton den siebten Platz. Darüber hinaus nahm er zwischen 1996 und 2004 an drei Olympischen Spielen teil. Sein bestes Ergebnis dort erzielte er bei den Olympischen Spielen 2000 in Sydney mit dem 22. Platz über 50 km.
Curt Clausen gewann auf verschiedenen Distanzen insgesamt 18 US-amerikanische Meistertitel. Er ist 1,86 m groß und hat ein Wettkampfgewicht von 67 kg.

## Bestleistungen
- 20 km: 1:23:34 h, 27. Juni 1999, Eugene
- 50 km: 3:48:04 h, 2. Mai 1999, Mézidon-Canon